# Которка (Јаломица)
Которка (рум. Cotorca) насеље је у Румунији у округу Јаломица у општини Чокарлија. Oпштина се налази на надморској висини од 65 m.

## Становништво
Према подацима из 2002. године у насељу је живело 244 становника, од којих су сви румунске националности.